# Dominique Monami
Dominique Monami (Verviers, 31 mei 1973), tijdelijk ook bekend als Dominique Van Roost, is een voormalig professioneel tennisspeelster uit België. Zij is 1,70 m en rechtshandig met een tweehandige backhand, die als haar sterkste slag gold.

## Biografie
In 1996 won ze haar eerste WTA-toernooi (in Cardiff). In de jaren daarvoor had ze al zeven ITF-toernooien gewonnen, waarvan vijf in 1990. In 1997 schreef ze geschiedenis toen ze de kwartfinales van het Australian Open bereikte, evenals haar collega Sabine Appelmans. In 1999 bereikte Monami opnieuw de kwartfinales van het Australian Open.
In 1998 stond Dominique Monami als eerste Belgische ooit in de top tien van de WTA-rangschikking: op 12 oktober werd ze nummer negen. Dat jaar werd ze dan ook verkozen tot Belgische 'Sportvrouw' en 'Sportpersoonlijkheid' van het jaar.

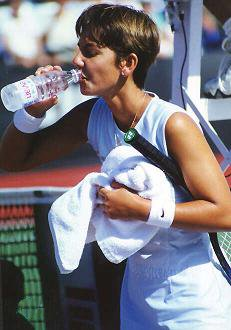

Ook in het dubbelspel behaalde Monami successen. In 2000 stond ze in de kwartfinales van het Australian Open (net zoals in 1999) en in de halve finales van het US Open.
2000 was ook het jaar waarin ze de bronzen medaille op de Olympische Spelen won, samen met Els Callens. In het enkelspel geraakte ze tot in de kwartfinales. Monami en Callens waren de eerste Belgen die een medaille behaalden op de Olympische Spelen in de discipline tennis.
In november 2000 zette Monami een punt achter haar carrière, omdat zij en Bart Van Roost, haar Vlaamse coach met wie ze al enkele jaren gehuwd was, een kind verwachtten. Omdat Monami haar naam veranderd had in 'Van Roost' na het huwelijk, kreeg ze negatieve reacties, vooral in de Waalse pers. Het koppel kreeg een dochter in 2001. In 2003 scheidden Dominique en Bart en veranderde Dominique haar naam weer in 'Monami'. Op 22 april 2006 is ze hertrouwd met Erik Vink (1958), Managing Director van Sony Music Belgium. Hij heeft twee kinderen, Nathalie & Christophe, uit een eerder huwelijk.
Anno 2018 werkte zij bij de organisatie Better Minds at Work en was zij mental coach in de bedrijfs- en sportwereld. Zij schreef het boek "Een kwestie van karakter".
Sinds oktober 2021 zetelt Monami in het bestuur van het BOIC als vicevoorzitter. Ze nam er het zitje over van voormalig tafeltennisser Jean-Michel Saive, die zelf enkele weken eerder werd verkozen tot voorzitter.

## Posities op deWTA-ranglijst
Positie per einde seizoen:
| jaar | rang enkelspel | rang dubbelspel |
| ---- | -------------- | --------------- |
| 1989 | 714            | –               |
| 1990 | 210            | 548             |
| 1991 | 129            | 402             |
| 1992 | 100            | 340             |
| 1993 | 59             | 59              |
| 1994 | 133            | 111             |
| 1995 | 43             | 68              |
| 1996 | 48             | 119             |
| 1997 | 18             | 61              |
| 1998 | 12             | 32              |
| 1999 | 14             | 42              |
| 2000 | 24             | 21              |

## Palmares
| Legenda                |
| ---------------------- |
| Grandslamtoernooi      |
| Olympische Spelen      |
| Year-End Championships |
| Tier I                 |
| Tier II                |
| Tier III               |
| Tier IV & V            |

### WTA-finaleplaatsen enkelspel
| nr.              | finale     | toernooi         | ondergrond | tegenstandster           | score         |         |
| ---------------- | ---------- | ---------------- | ---------- | ------------------------ | ------------- | ------- |
| gewonnen finales |            |                  |            |                          |               |         |
| 1.               | 1996-05-19 | WTA Cardiff      | gravel     | Laurence Courtois        | 6-4, 6-2      | details |
| 2.               | 1997-01-12 | WTA Hobart       | hardcourt  | Marianne Werdel-Witmeyer | 6-3, 6-3      | details |
| 3.               | 1997-09-28 | WTA Surabaya     | hardcourt  | Lenka Němečková          | 6-1, 6-3      | details |
| 4.               | 1998-01-10 | WTA Auckland     | hardcourt  | Silvia Farina            | 4-6, 7-6, 7-5 | details |
| verloren finales |            |                  |            |                          |               |         |
| 01.              | 1993-10-17 | WTA Montpellier  | tapijt (i) | Jelena Lichovtseva       | 3-6, 4-6      | details |
| 02.              | 1995-11-05 | WTA Québec       | tapijt (i) | Brenda Schultz           | 6-7, 2-6      | details |
| 03.              | 1997-10-26 | WTA Québec       | tapijt (i) | Brenda Schultz           | 4-6, 7-6, 5-7 | details |
| 04.              | 1997-11-23 | WTA Pattaya      | hardcourt  | Henrieta Nagyová         | 5-7, 7-6, 5-7 | details |
| 05.              | 1998-01-17 | WTA Hobart       | hardcourt  | Patty Schnyder           | 3-6, 2-6      | details |
| 06.              | 1998-02-15 | WTA Parijs       | tapijt (i) | Mary Pierce              | 3-6, 5-7      | details |
| 07.              | 1998-03-01 | WTA Linz         | tapijt (i) | Jana Novotná             | 1-6, 6-7      | details |
| 08.              | 1998-05-23 | WTA Madrid       | gravel     | Patty Schnyder           | 6-3, 4-6, 0-6 | details |
| 09.              | 1999-01-09 | WTA Auckland     | hardcourt  | Julie Halard-Decugis     | 4-6, 1-6      | details |
| 10.              | 1999-09-26 | WTA Luxemburg    | tapijt (i) | Kim Clijsters            | 2-6, 2-6      | details |
| 11.              | 2000-06-24 | WTA Eastbourne   | gras       | Julie Halard-Decugis     | 6-7, 4-6      | details |
| 12.              | 2000-07-23 | WTA Knokke-Heist | gravel     | Anna Smashnova           | 2-6, 5-7      | details |

### WTA-finaleplaatsen vrouwendubbelspel
| nr.              | datum      | toernooi        | ondergrond | partner          | tegenstandsters                   | score          |         |
| ---------------- | ---------- | --------------- | ---------- | ---------------- | --------------------------------- | -------------- | ------- |
| gewonnen finales |            |                 |            |                  |                                   |                |         |
| 1.               | 1993-07-18 | WTA Kitzbühel   | gravel     | Li Fang          | Maja Murić Pavlína Rajzlová       | 6-2, 6-1       | details |
| 2.               | 1997-01-05 | WTA Auckland    | hardcourt  | Janette Husárová | Aleksandra Olsza Elena Pampoulova | 6-2, 6-7, 6-3  | details |
| 3.               | 1998-05-23 | WTA Madrid      | gravel     | Florencia Labat  | Rachel McQuillan Nicole Pratt     | 6-1, 6-3       | details |
| 4.               | 2000-08-13 | WTA Los Angeles | hardcourt  | Els Callens      | Kimberly Po Anne-Gaëlle Sidot     | 6-2, 7-5       | details |
| verloren finales |            |                 |            |                  |                                   |                |         |
| 1.               | 1993-05-09 | WTA Luik        | gravel     | Ann Devries      | Radka Bobková María José Gaidano  | 4-6, 6-2, 6 -7 | details |
| 2.               | 1993-10-17 | WTA Montpellier | tapijt (i) | Janette Husárová | Meredith McGrath Claudia Porwik   | 6-3, 2-6, 6-7  | details |
| 3.               | 1996-10-27 | WTA Luxemburg   | tapijt (i) | Barbara Rittner  | Kristie Boogert Nathalie Tauziat  | 6-2, 4-6, 2-6  | details |
| 4.               | 1997-01-12 | WTA Hobart      | hardcourt  | Barbara Rittner  | Naoko Kijimuta Nana Miyagi        | 3-6, 1-6       | details |
| 5.               | 1997-11-23 | WTA Pattaya     | hardcourt  | Florencia Labat  | Corina Morariu Kristine Kunce     | 3-6, 4-6       | details |

## Resultaten grandslamtoernooien

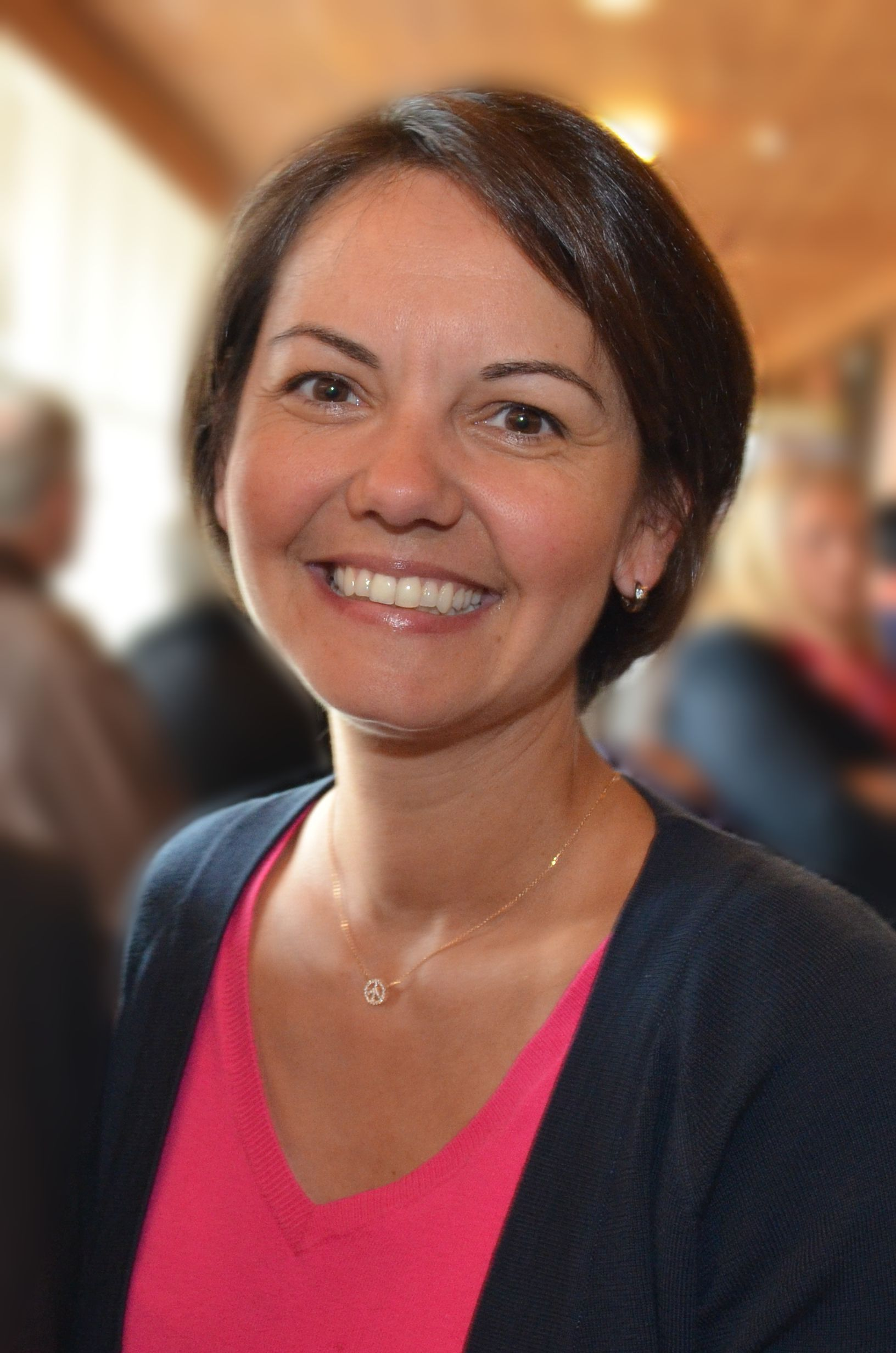

| Legenda | Legenda                          |
| ------- | -------------------------------- |
| g.t.    | geen toernooi gehouden           |
| l.c.    | lagere categorie                 |
| –       | niet deelgenomen                 |
| G       | uitgeschakeld in de groepsfase   |
| 1R      | uitgeschakeld in de eerste ronde |
| 2R      | uitgeschakeld in de tweede ronde |
| 3R      | uitgeschakeld in de derde ronde  |
| 4R      | uitgeschakeld in de vierde ronde |
| KF      | uitgeschakeld in de kwartfinale  |
| HF      | uitgeschakeld in de halve finale |
| F       | de finale verloren               |
| W       | het toernooi gewonnen            |
| w-v     | winst/verlies-balans             |

### Enkelspel
| Toernooi        | 1991 | 1992 | 1993 | 1994 | 1995 | 1996 | 1997 | 1998 | 1999 | 2000 |
| --------------- | ---- | ---- | ---- | ---- | ---- | ---- | ---- | ---- | ---- | ---- |
| Australian Open | –    | 4R   | 2R   | 1R   | –    | 1R   | KF   | 3R   | KF   | 2R   |
| Roland Garros   | –    | 1R   | 1R   | 1R   | 2R   | 1R   | 3R   | 3R   | 1R   | 2R   |
| Wimbledon       | –    | 1R   | 1R   | 3R   | 2R   | 3R   | 1R   | 4R   | 4R   | 1R   |
| US Open         | 3R   | 2R   | 2R   | 1R   | 2R   | 1R   | 1R   | 3R   | 3R   | 2R   |

### Vrouwendubbelspel
| Toernooi        | 1993 | 1994 | 1995 | 1996 | 1997 | 1998 | 1999 | 2000 |
| --------------- | ---- | ---- | ---- | ---- | ---- | ---- | ---- | ---- |
| Australian Open | –    | 1R   | 1R   | 1R   | –    | 2R   | KF   | KF   |
| Roland Garros   | –    | 1R   | 1R   | 1R   | 1R   | 2R   | 3R   | 2R   |
| Wimbledon       | –    | 1R   | 1R   | 1R   | 2R   | 3R   | 3R   | 3R   |
| US Open         | 1R   | 1R   | 1R   | 1R   | 1R   | 2R   | 2R   | HF   |

### Gemengd dubbelspel
| toernooi        | 1994 | 1995 |    | 1997 | 1998 | 1999 | 2000 |
| --------------- | ---- | ---- | -- | ---- | ---- | ---- | ---- |
| Australian Open | –    | –    | –  | –    | –    | –    |      |
| Roland Garros   | –    | –    | –  | –    | 2R   | 1R   |      |
| Wimbledon       | 3R   | 2R   | 1R | 2R   | 1R   | 3R   |      |
| US Open         | –    | –    | –  | 1R   | –    | –    |      |